# Jeff Briggs
Jeffery L. Briggs, född 10 mars 1957 i Florence i Alabama, är medgrundare till och före detta VD för Firaxis Games. Briggs var tidigare speldesigner på MicroProse, men lämnade företaget 1996 tillsammans med Sid Meier och Brian Reynolds för att bilda Firaxis Games.
Briggs innehar en doktorstitel i Musical Composition and Theory från University of Illinois. Hans karriär började i New York, där han skrev musik för olika event, däribland dans- och teatergrupper. Han anställdes som en speldesigner hos West End Games där han jobbade fram till 1987. Sedan gick han över till MicroProse, en av de första stora spelutvecklarna. Där arbetade han bland annat som designer, författare, kompositör, producent och till sist som Director of Product Development. Han lämnade företaget 1996 för att bilda Firaxis Games, där han ledde utvecklingen av Civilization III och övervakade företagets utveckling mot att bli ett större företag med fokus på strategidatorspel. Briggs har även varit med och designat Colonization och Civilization II samt komponerat musiken till Civilization IV.